# Architekturpreis Beton
Der Architekturpreis Beton wurde 1973 aus Anlass des 25-jährigen Bestehens des Bundesverbandes der Deutschen Zementindustrie e. V. gestiftet, um gut gestaltete Betonbauten bekanntzumachen. Er ist mit 25.000 Euro dotiert und wird im dreijährlichen Turnus verliehen. Als einer der ältesten Architekturpreise der Bundesrepublik Deutschland hat er in Fachkreisen einen hohen Stellenwert erreicht. Mit dem Architekturpreis Beton werden beispielhafte Leistungen der Architektur und Ingenieurbaukunst ausgezeichnet. Teilnehmen können Architekten, Ingenieure und Bauherren. Neben Wohn-, Verwaltungs- und Industriebauten können auch Ingenieurbauwerke wie Fernsehtürme, Brücken oder größere Sportstätten eingereicht werden.

## Liste der Preisträger
- 1975: Arbeitsgemeinschaft Peter Faller + Hermann Schröder Architekten / E. Berning / Josef Paul Kleihues / Karl Schwanzer / Steidle + Partner
- 1977: Dieter Oesterlein / G. Kreisel und G. H. Müller, Architekten / Heinz Mohl / Hochbauamt der Stadt Düsseldorf / Ackermann + Partner mit Alexander Freiherr von Branca, Universitätsbauamt Regensburg / M. Walter / Walter von Lom
- 1979: Billing – Peters – Ruff / Georg Küttinger und Ingrid Küttinger / Joachim Schürmann / Onno Greiner / Gerkan, Marg und Partner und Klaus Nickels / Werkgruppe 7 und Bauturm
- 1981: Fa. Wayss & Freytag AG / Helmut Striffler / Herbert Dörr / Karljosef Schattner, Jörg Homeier und Gerold Richter für das Gebäude Ostenstraße 18 in Eichstätt / P. + U. Trinkt mit Dieter Quast
- 1983: Behnisch & Partner / Harald Deilmann / Harald Leonhardt, Edgar Schirmer, Siegfried Meyer / Planungsbüro Obermeyer / Rolf Gutbrod, Johannes Billing, Jens Peters, Nikolaus Ruff / Rüdiger und Christa Selugga
- 1985: Auer + Weber / dt8 Planungsgruppe / Erich Schneider-Wessling, Ilse Walter, Burkhard Richter / Gottfried Böhm / Landbauamt Passau für Trinkwassertalsperre Frauenau
- 1987: Behnisch & Partner / Enno Schneider & Heinrich Lauter mit Bernd Kreykenbohm / Koerber + Hager und Walter von Lom / Peter Haas mit Arno Lederer / Planungsgruppe Bonn, Wolfgang Krenz, Bernd Meier / Straßenbauamt Kempten, Karl Wolf, Michael Mühlbauer
- 1989: Behnisch & Partner / Eberhard Schunck und Dieter Ullrich / Herbert Pfeiffer und Christoph Ellermann / Katarina Hrankovicova und Miroslav Volf / Rolf Hoechstetter
- 1991: Behnisch & Partner / Hermann Schröder und Sampo Widmann / Joachim Schürmann mit Margot Schürmann
- 1993: Axel Schultes in BJSS mit Jürgen Pleuser / Kauffmann Theilig / Erich Schneider-Wessling / Günter Pfeifer und Roland Mayer / Hans Wächter / James Stirling und Michael Wilford mit Walter Nägeli / Rainer Hascher / Staatliches Hochbauamt Ludwigsburg / Thomas Spiegelhalter
- 1995: Busmann + Haberer, Oksiuta + Püschel / Diego Rodriguez und Andreas Hanke / Ferdinand Heide und Rudolf Reitermann / Michael Peter und Markus Bauer / Schunck und Partner – Sonderpädagogisches Förderzentrum Eichstätt / Sudau, Storch, Ehler / Tadao Ando mit Günter Pfeifer/Roland Mayer
- 1997: Allmann, Sattler, Wappner / Dolmetsch-Haug-Schlenther / Gundula Zach und Michel Zünd / Hild & Kaltwasser – Lager- und Verkaufshalle Kemeter / Hilde Léon und Konrad Wohlhage / Mike Szybalski / Prof. Günter Zamp Kelp und Julius Krauss, Arno Brandlhuber
- 1999: Anin-Jeromin-Fitilidis & Partner / Axel Schultes Architekten / Carsten Roth / Christine Remensperger / Coop Himmelb(l)au / Fritschi-Stahl-Baum / Gruber + Kleine-Kraneburg / Jourdan & Müller – PAS Projektgruppe / Sauerbruch + Hutton Architekten / Schlaich, Bergermann und Partner GbR / Weber + Hummel
- 2001: Andreas Meck und Stephan Köppel / Artur Mandler / Gesine Weinmiller Architekten mit Michael Großmann / Herzog & de Meuron / Klaus Sill mit Jochen Keim / netzwerk Architekten / Sauerbruch Hutton Architekten / Scholl Architekten / Volker Staab Architekten
- 2003: Architekturbüro von Seidlein / Büttner Neumann Braun / Günther Domenig / Ingenhoven und Partner / Janson und Wolfrum / Manuel Herz / Pekka Salminen Architects / Peter Kulka mit Konstantin Pichler / Wulf & Ass
- 2005: Beat Consoni / David Chipperfield Architects / David Chipperfield Architects / Fink + Jocher / Hufnagel Pütz Rafaelian Architekten / Oxen+Römer und Partner / Schneider + Schumacher / Zaha Hadid Architects
- 2008: AFF Architekten / Ben van Berkel – UNStudio / Kazuyo Sejima + Ryue Nishizawa – SANAA / KSP Engel und Zimmermann Architekten / Pahl+Weber-Pahl Architekten BDA / Realarchitektur: Jens Casper, Petra Petersson, Andrew Strickland / Studio für Architektur – Peter Haimerl, Jutta Görlich. – 2008 wurde der Architekturpreis Beton erstmals in Kooperation mit dem Bund Deutscher Architekten (BDA) vergeben.[1]
- 2011: verteilt sich das Preisgeld auf fünf Empfänger: becker architekten für das Wasserkraftwerk an der Iller;[2] Diener & Diener Architekten für den Neubau des Ostflügels am Museum für Naturkunde Berlin, Fritzen + Müller-Giebeler Architekten für den Umbau des Parkhaus Stubengasse in Münster;[3] David Chipperfield und Julian Harrap für den Wiederaufbau des Neuen Museums auf der Museumsinsel Berlin sowie Behnisch Architekten für den Marco-Polo-Tower.
- 2014:[4] Barkow Leibinger aus Berlin für das Hochhaus „Tour Total Berlin“, Burger Rudacs Architekten aus München für TU Chemnitz, Umbau des Adolf Ferdinand Weinhold Bau in Chemnitz, Hess Talhof Kusmierz Architekten und Stadtplaner aus München für die Grundschule am Arnulfpark in München sowie Koeberl Doeringer Architekten BDA aus Passau für „Haus über der Gasse“ in Passau, Staab Architekten, Berlin, für Besucherzentrum am Herkules, Bergpark Kassel.
- 2017: Peter Haimerl für Konzerthaus Blaibach, Meili Peter Architekten für Erweiterung Sprengel Museum Hannover, Steimle Architekten für E_20 Wohnhaus Plietzhausen, Hartwig Schneider für Kreativwirtschaftszentrum Mannheim
- 2020: Wolfgang Zeh für Baulücke Köln,[5] Lederer Rgnarsdottir Oei für Erweiterung der Württembergischen Landesbibliothek Stuttgart, Brandlhuber+ Emde, Burlon/Muck Petzet Architekten für Terrassenhaus Berlin / Lobe Block, David Chipperfield Architects Berlin für James-Simon-Galerie

### 2023
- Jury: Andrea Gebhard, Susanne Wartzeck, Amandus Samsøe Sattler, Florian Musso, Sven Plieninger, Oliver Herwig, Ulrich Nolting

|             | Ort                    | Objekt                                            | Architekten                                    | Fotografie |
| ----------- | ---------------------- | ------------------------------------------------- | ---------------------------------------------- | ---------- |
| Preis       | Berlin                 | Kornversuchsspeicher                              | AFF Architekten                                |            |
| Preis       | Neustadt a.d. Waldnaab | Reflexion/Transformation Gymnasium                | Brückner & Brückner Architekten                |            |
| Preis       | Berlin                 | Telegraph                                         | &MICA                                          |            |
| Preis       | Nordlingen             | Concrete lightweight ceiling                      | Lattke Architekten/EIGNER Bauunternehmung GmbH |            |
| Anerkennung | Schwabhausen           | 6x60 Haus                                         | Tochtermann Wündrich                           |            |
| Anerkennung | Dresden                | Ausbau der Trinitatiskirchruine zum Jugendzentrum | Code Unique Architekten                        |            |
| Anerkennung | Korbach                | Rathaus                                           | ARGE agn Heimspielarchitekten                  |            |
| Anerkennung | Überlingen             | Sportzentrum Schulcampus                          | Wulf Architekten                               |            |